# Nationaal park Fertő-Hanság
Het nationaal park Fertő-Hanság (Hongaars: Fertő-Hanság Nemzeti Park) is een nationaal park in Hongarije. Het sluit aan op het Nationaal Park Neusiedler See-Seewinkel in Oostenrijk en vormt daarmee een grensoverschrijdend natuurgebied (deel van de European Green Belt). Het park werd in 1991 opgericht en is 235,8 vierkante kilometer groot. Beide parken werden in 2001 uitgeroepen tot Unesco-werelderfgoed en beschermen het landschap rond het ondiepe Neusiedler Meer (Fertő / Neusiedler See), het op twee na grootste meer van Centraal-Europa. 
In het nationaal park Fertő-Hanság komen tal van vogelsoorten voor, waaronder grote zilverreiger, purperreiger, lepelaar, grauwe gans, blauwe kiekendief, zeearend en roodhalsgans. In het meer zwemmen vissoorten als misgurnus, snoek en ziege. Op de weiden en steppen rond het meer bloeien bloemen zoals vrouwenschoentje, vliegenorchis, Iris pumila en zulte.